# Deathbolt
Jake Simmons/Deathbolt è un supercriminale dei fumetti DC Comics.

## Storia
Jake Simmons, braccato dalla polizia per aver commesso un omicidio, fuggì con un aeroplano. Sfortunatamente per lui, un fulmine colpì l'aeroplano, facendolo precipitare. Fu trovato dal supercriminale Ultra-Humanite, che lo studiò e fece esperimenti su di lui, risvegliando i poteri elettrici donatigli del fulmine.
Ultra-Humanite convinse Simmons ad aiutarlo contro l'All-Star Squadron. Il criminale accettò e,sotto il nome di Deathbolt, combatté contro la squadra di supereroi, finendo però per perdere ed essere arrestato.

## Poteri
Simmons ha pieno controllo sull'elettricità.

## In altri media
- Jake Simmons/Deathbolt, interpretato da Doug Jones,compare in un episodio della terza stagione di Arrow,in cui è un metaumano di Starling City capace di sparare plasma dagli occhi. Dopo lunghi combattimenti, Ray Palmer lo sconfigge con la sua tuta Atom e lo porta a Central City, dove viene intrappolato nella prigione per metaumani dei laboratori Star. Riappare in The Flash, spin-off della serie.  È uno dei pochi metaumani dell'Arrowverse che non ha ottenuto i poteri dall'esplosione dell'acceleratore di particelle dei laboratori Star, essendo stato in prigione in un'altra città il giorno dell'esplosione. Pertanto l'origine del suoi poteri è ignota.